# Teoría de la atenuación
La teoría de la atenuación es un modelo de atención selectiva propuesto por Anne Treisman, y se puede ver como una revisión del modelo de filtro de Broadbent. Treisman propuso la teoría de atenuación como una forma de explicar cómo el estímulo no-atendido a veces puede llegar a procesarse de una forma más rigurosa que el modelo de filtro de Broadbent. Como resultado, la teoría de atenuación añadió capas de sofisticación a la idea original de Broadbent de cómo la atención selectiva podría operar: afirma que en vez de un filtro el cual impide que estímulos desatendidos ingresen a la conciencia, era un proceso de atenuación. Por tanto, la atenuación de un estímulo no-atendido podría ser difícil pero no imposible para extraer contenido significativo de información irrelevante de entrada, siempre y cuando el estímulo aun tenga fuerza suficiente después de la atenuación para así pasar por un proceso analítico jerárquico.

## Breve Descripción e Investigación Previa
Las teorías de selección de atención se enfocan en explicar el cómo y porqué los individuos tienden a procesar sólo ciertas partes del mundo que les rodea mientras ignoran otras. Dado que la información sensorial nos está constantemente cercando de las cinco modalidades sensoriales, era de interés no sólo apuntar dónde ocurre la atención selectiva, pero también explicar cómo priorizamos y procesamos las entradas sensoriales. Teorías tempranas de atención como las propuestas por Broadbent y Treisman tomaron una perspectiva de embotellamiento. Esto es, infirieron que era imposible atender toda la información sensorial disponible en cualquier momento gracias a una capacidad de proceso limitado. Como resultado de esta capacidad limitada de procesar información sensorial, se creía de la existencia de un filtro que podría prevenir una sobrecarga al reducir la cantidad de información pasada al procesamiento.

### Metodología
Las investigaciones tempranas vinieron de una era principalmente enfocada a la audición y explicando fenómenos como el efecto “Fiesta de Coctel”. De este interés proveniente de cómo podemos escoger atender ciertos sonidos en nuestro alrededor, y en un nivel más profundo, cómo el procesamiento de atención al habla difiere de los no-atendidos. La atención auditiva es comúnmente descrita como una selección de un canal, mensaje, oído, estímulo, o en una frase más general usada por Treisman, la “selección entre entrantes”. Como la audición se convirtió en una forma preferente de examinar la atención selectiva también los procedimientos de prueba de la escucha dicótica y seguimiento.

#### Escucha dicótica
La escucha dicótica es un procedimiento experimental usado para demostrar el filtro selectivo de entrantes auditivas, que fue utilizado principalmente por Broadbent. En una tarea de escucha dicótica, se le pedirá a los participantes usar un set de audífonos y que preste atención a la información presentada en ambos oídos (dos canales), o sólo un oído (un canal) sin tomar en cuenta nada presentado en el canal opuesto. Al finalizar una tarea de escucha, se les pedirá a los participantes que recuerden cualquier detalle percibido en el canal no-atendido.

##### Seguimiento
El seguimiento se puede ver como una elaboración sobre la escucha dicótica. En el seguimiento, los participantes pasan en gran parte por el mismo proceso, sólo que esta vez tienen la tarea de repetir en voz alta la información que escucharon en el oído seleccionado a medida que éste se va presentando. Ésta recitación de información se lleva a cabo para que los experimentadores puedan verificar que los participantes estén atendiendo al canal correcto y que la cantidad de palabras percibidas (recitadas) correctamente se puedan calificar para su posterior uso como una variable dependiente. Debido a su característica de ensayo en vivo, la observación de seguimiento es un procedimiento de prueba más versátil porque las manipulaciones de los canales y sus resultados inmediatos se pueden observar en tiempo real. También se favorecen al ser más precisos, desde que el seguimiento es menos dependiente de la capacidad de los participantes para recordar las palabras escuchadas correctamente.

### El modelo de filtro de Broadbent como un peldaño
El modelo de filtro de Donald Broadbent es la primera teoría de embotellamiento de atención y sirvió como base para que Anne Treisman pudiera después crear su modelo de atenuación. Broadbent propuso la idea de que la mente sólo puede funcionar con cierto límite de entrada de información sensorial en cualquier momento, y como resultado, debe haber un filtro que nos permita atender las cosas de manera selectiva y bloquear las demás. Se planteó que éste filtro precedió al reconocimiento de patrones de estímulos, y que la no es atención dictó que la información llegó a la etapa de reconocimiento de patrones al controlar si las entrantes se filtraron o no.

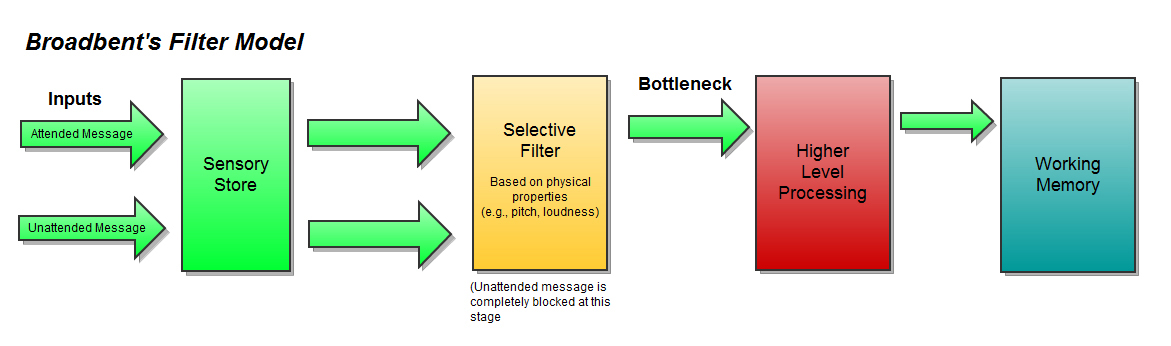
Proceso de información del modelo de Boradbent

La primera etapa del proceso de filtración extrae propiedades físicas por todos los estímulos de manera paralela. La segunda etapa se dice tener capacidad limitada, y se creía que aquí es donde reside el filtro selectivo para protegerse de una sobrecarga de procesamiento sensorial. En función de las propiedades físicas extraídas en la etapa inicial, el filtro permitiría que sólo pasarán los estímulos que poseen ciertas características de criterio (ej. tono, volumen, ubicación). De acuerdo con Broadbent, cualquier información que no se atienda se debería filtrar, y podría ser procesada a medida que las cualidades físicas sean requeridas por el filtro. Dado que la selección era sensible sólo a las propiedades físicas, se pensaba que ésta era la razón por la que las personas poseían tan poco conocimiento sobre el contenido de un mensaje no-atendido. Todo procesamiento de nivel superior, como la extracción del significado, ocurre después del filtro. Por lo tanto, la información sobre el canal no-atendido no debe ser comprendida. Como consecuencia, los eventos como escuchar el nombre de uno mismo cuando éste no presta atención debería ser una imposibilidad, ya que esta información se debe filtrar antes de que pueda procesar su significado.

#### Críticas que Conducen a la Teoría de Atenuación
Como se señaló anteriormente, el modelo de filtro de atención se enfrenta a dificultades cuando se trata de explicar cómo es que llegamos a extraer el significado de un evento que, de lo contrario, no deberíamos de tomar en cuenta. Por esta razón, y como se muestra en los siguientes ejemplos, Treisman propuso la Teoría de la Atenuación como un medio para explicar cómo los estímulos no-atendidos a veces se procesan de una manera más rigurosa que lo que podría explicar el Modelo de Filtro de Broadbent.
- Para dos mensajes idénticos en contenido, se ha demostrado que al variar el intervalo de tiempo entre el inicio de un mensaje irrelevante en relación con el mensaje atendido, los participantes pueden notar la duplicidad del mensaje.[11]

- Cuando los participantes son presentados con el mensaje “puedes parar ahora” en el sonido no-atendido, un número significativo lo hace.[12]
- En una clásica demostración del fenómeno de la “fiesta de coctel”, los participantes a los que se les presentó su propio nombre a través del oído no-atendido tienden a comentar que lo han escuchado.[12]

- Los participantes con entrenamiento o práctica pueden percibir con más efectividad el contenido del canal no-atendido mientras atienden otro.[12][13]

- El procesamiento semántico de estímulos no-atendidos se ha demostrado al alterar la relevancia contextual de las palabras presentadas al oído no-atendido. Los participantes escucharon las palabras del oído no-atendido más regularmente si tenían una alta relevancia contextual para el mensaje atendido.[14]

## El Modelo de Atenuación de Atención Selectiva

### Cómo ocurre la atenuación
El Modelo de Atenuación de Atención Selectiva (Treisman) retiene tanto la idea de un proceso de selección temprana, como el mecanismo por el cual las señales físicas se utilizan como el punto principal de discriminación. Sin embargo, a diferencia del modelo de Broadbent, el filtro ahora atenúa la información no-atendida en lugar de filtrarla por completo. Treisman desarrolló más a fondo este modelo al introducir el concepto de un umbral para explicar cómo algunas palabras se escucharon en el canal no-atendido con mayor frecuencia que otras. Se creía que cada palabra contenía su propio umbral que dictaba la probabilidad de que se percibiera después de la atenuación.
Después de la fase inicial de atenuación, la información se pasa a una jerarquía de analizadores que realizan procesos de nivel superior para extraer más contenido significativo (consulte la sección “Analizadores Jerárquicos” a continuación). El aspecto crucial de la Teoría de la Atenuación es que las entrantes atendidas siempre se someterán a un procesamiento completo, mientras que los estímulos irrelevantes a menudo carecen de un umbral suficientemente bajo para ser analizados completamente, lo que hace que sólo se recuerden las cualidades físicas en lugar de la semántica. Además, la atenuación y el posterior procesamiento de estímulos están dictados por las demandas actuales del sistema de procesamiento. A menudo ocurre que no hay suficientes recursos para procesar completamente las entrantes no-atendidas.

#### Umbral de reconocimiento
El reconocimiento del umbral es simple: para cada entrada posible, una persona tiene un cierto umbral o “cantidad de activación requerida” para percibirlo. Cuanto más bajo sea este umbral, será más fácil y probablemente se percibirá una entrada, incluso después de sufrir una atenuación.

##### Contexto y preparación
El contexto juega un papel clave reduciendo el umbral, se requiere conocer los estímulos, creando una expectativa para la información relacionada. El contexto actúa por un mecanismo de primado, en el que la información relacionada se vuelve momentáneamente más pertinente y accesible, lo que reduce el umbral de reconocimiento en el proceso. Un ejemplo de esto se puede ver en la declaración, “la campana del receso suena”, donde la palabra suena y sus sinónimos van a experimentar un umbral bajo debido  al primado facilitado por las palabras que la preceden.

###### Importancia subjetiva
Palabras que poseen importancia subjetiva (p.ej., ayuda, fuego) tendrán un umbral bajo a comparación que los que no lo hacen. Las palabras de gran importancia individual, como su propio nombre, tendrán un umbral permanentemente bajo y podrán tomar conciencia en casi todas las circunstancias. Por otro lado, algunas palabras son más variables en su significado individual y dependen de su frecuencia de uso, contexto y continuidad con el mensaje atendido para ser percibidas.
Grados de atenuación
El grado de atenuación puede cambiar en relación con el contenido del mensaje subrayado; teniendo mayor atenuación para los mensajes incoherentes que poseen poco beneficio para la persona que los escucha. Los mensajes incoherentes reciben la mayor cantidad de atenuación porque cualquier interferencia que puedan mostrar en el mensaje atenido, sería más perjudicial que la información comprensible o complementaria. El nivel de atenuación puede tener un impacto profundo en la percepción o no de una entrada y puede variar dinámicamente según las demandas de atención.
Jerarquía de Analistas
El sistema jerárquico de análisis es uno de los máximos en la economía: al tiempo que facilita la posibilidad de que se perciban estímulos importantes, inesperados o desatendidos, garantiza que esos mensajes se atenúen lo suficiente como para que no pasen mucho más que las primeras etapas de análisis, evitando una sobrecarga en la capacidad de procesamiento sensorial. Si las demandas de atención (y las demandas de procesamiento subsecuentes) son bajas, se lleva a cabo el procesamiento de jerarquía completa. Si las demandas son altas, la atenuación se vuelve más agresiva y solo permitirá que se procese la información importante o relevante del mensaje desatendido. El proceso de análisis jerárquico se caracteriza por una naturaleza en serie, que produce un resultado único para cada palabra o pieza de datos analizada. La información atenuada pasa a través de todos los analizadores solo si el umbral se ha reducido en su favor, de lo contrario, la información solo pasa en la medida en que su umbral lo permite.
El sistema nervioso analiza secuencialmente una entrada, comenzando con las características físicas generales como el tono (timbre) y el volumen, seguido de identificaciones de palabras y significado (por ejemplo, sílabas, palabras, gramática y semántica). El proceso jerárquico también tiene un propósito esencial si las entradas son idénticas en términos de voz, amplitud y señales espaciales. En caso de que todas estas características físicas sean idénticas entre los mensajes, entonces la atenuación no podrá tener lugar efectivamente en un nivel inicial basado en estas propiedades. En cambio, la atenuación se producirá durante la identificación de las palabras y el significado, y aquí es donde la capacidad para manejar la información puede ser escasa.

## Evidencia para la teoría de la atenuación.

### Siguiendo mensajes al oído desatendido
Durante los experimentos de observación, Treisman presentaría un flujo único de estímulos prosaicos a cada oído. En algún momento durante el sombreado, los estímulos se podrían intercambiar hacia el lado opuesto, de modo que el mensaje anteriormente sombreado sea presentado ahora al oído desatendido. Los participantes a menudo "seguían" el mensaje hasta el oído desatendido antes de darse cuenta de su error, especialmente si los estímulos tenían un alto grado de continuidad. Este "seguimiento del mensaje" ilustra cómo el oído desatendido aún extrae cierto grado de información del canal desatendido, y contradice el modelo de filtro de Broadbent que espera que los participantes no serán conscientes al cambio del canal desatendido.

### Manipulando el inicio de mensajes
En una serie de experimentos llevados a cabo por Treisman (1964), serán reproducidos dos mensajes de contenido idéntico, y se variará la cantidad de tiempo entre el inicio del mensaje irrelevante en relación con el mensaje sombreado. Los participantes nunca fueron informados de la duplicidad del mensaje, y el lapso de tiempo entre los mensajes se alteraría hasta que los participantes comentarán sobre la similitud. Si se permitía que el mensaje irrelevante liderara, se encontró que el intervalo de tiempo no podía exceder de 1.4 segundos. Se creía que esto era el resultado de un mensaje irrelevante que sufría atenuación y no recibía ningún procesamiento más allá del nivel físico. Esta falta de procesamiento profundo requiere que el mensaje irrelevante se mantenga en la tienda sensorial antes de la comparación con el mensaje sombreado, lo que lo hace vulnerable a la descomposición. Por el contrario, cuando el mensaje sombreado aparece, el mensaje irrelevante podría retrasarse hasta cinco segundos. y los participantes aún podían percibir la similitud. Esto muestra que el mensaje sombreado no está decayendo tan rápidamente, y coincide con lo que predeciría la teoría de atenuación: el mensaje sombreado no recibe atenuación, se somete a un procesamiento completo y luego pasa a la memoria de trabajo, donde puede mantenerse durante un tiempo comparativamente más largo que el mensaje desatendido en la tienda sensorial.
Las variaciones en este método implica el uso de mensajes idénticos hablados en diferentes voces (por ejemplo, género), o la manipulación de si el mensaje es compuesto de pseudopalabras para examinar el efecto de no poder extraer el significado. En todos los casos, se encontró apoyo para una teoría de atenuación.

### Seguimiento bilingüe
Se obtuvo de estudiantes que hablaban más de un idioma (estudiantes bilingües, reconocían que un mensaje presentado al canal desatendido era el mismo que el que se atendía, incluso cuando se presentaba en un idioma diferente. Esto se logró al hacer que los participantes siguieran un mensaje presentado en inglés, mientras reproducían el mismo mensaje en francés para el oído desatendido. Una vez más, esto muestra la extracción de información significativa de la señal del habla por encima y más allá de las características físicas.